# اعتراف (دين)

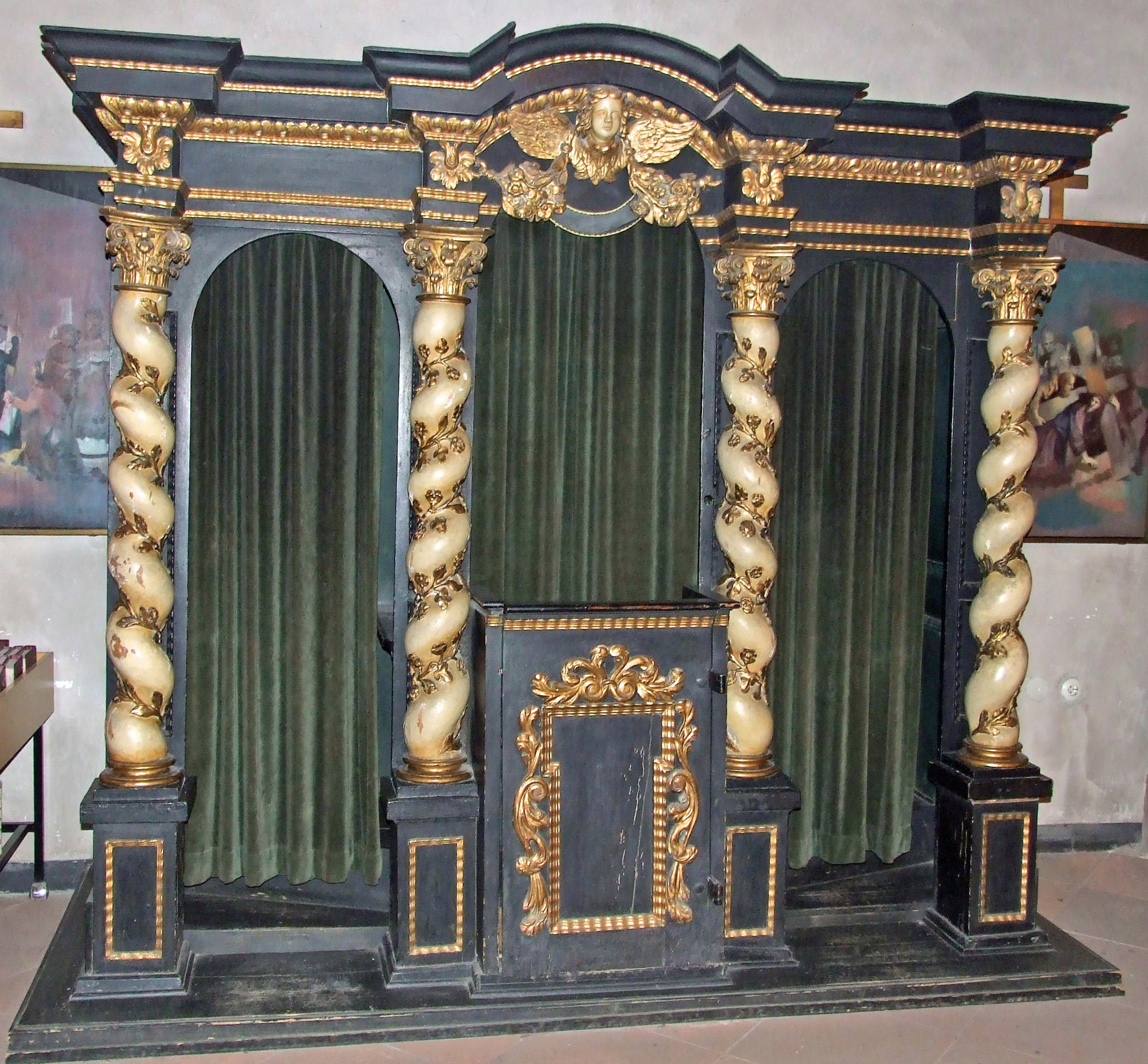
مكان مخصص للاعتراف في كنيسة كاثوليكية.

الاعتراف (بالإنجليزية: Confession) في كثير من الأديان، هو إقرار المرء بخطاياه (إثمه) أو ذنوبه.

## البوذية
كانت البوذية منذ نشأتها إحدى تقاليد الزُهد عن العالم والرهبانية في المقام الأول. ضمن الأمور التي جعلتها الفينايا -تعني حرفيًا الانضباط وهي الشريعة الرهبانية البوذية التي تنظم المجتمع الرهباني البوذي- أمرًا إلزاميًا هو الاعتراف بالخطايا بشكل منتظم من قِبل السانغا إلى الرهبان الآخرين. في السوتَّا -تعني حرفيًا الأقوال وهي أحد النصوص البوذية- المكونة لشريعة بالي، اعترف البهيكُّو -الرهبان البوذيون الرجال- في بعض الأحيان بخطاياهم لبوذا نفسه. يقتضي من الرهبان الاعتراف بخطاياهم الفردية قبل الاجتماع الذي يعقد مرة كل أسبوعين من أجل تلاوة الباتيموكّها، وهي القوانين الأساسية للرهبان والراهبات.

## المسيحية

### الكاثوليكية

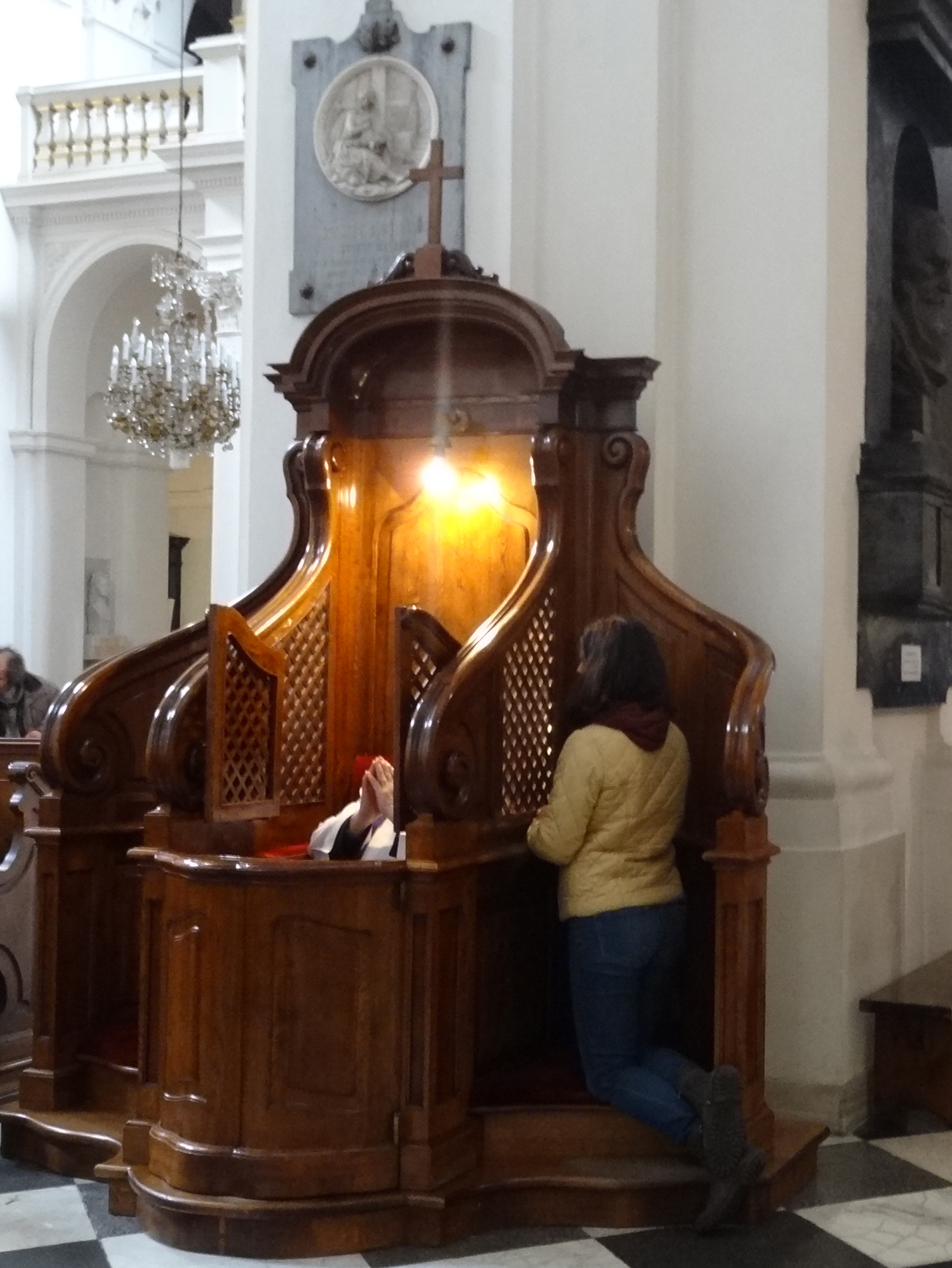
الاعتراف في كنيسة كاثوليكية في وارسو في عيد الفصح 2023.

سر التوبة -في التعاليم الكاثوليكية- هي الطريقة الكنسية التي بمقتضاها يعترف الرجال والنساء بالخطايا التي يرتكبوها من بعد معموديتهم لكي يحلهم الله -يغفر لهم خطاياهم- عن طريق إشراف الكاهن. يُقام هذا الطقس الكاثوليكي -والذي يجب أن يجري على الأقل مرة في السنة بالنسبة للخطيئة الكبيرة- عادة داخل غرف الاعتراف أو المقصورة أو غرف المصالحة. يطلق على هذا السر العديد من الأسماء، من ضمنها: سر التوبة، وسر المصالحة، وسر الاعتراف (التعليم المسيحي للكنيسة الكاثوليكية، الأقسام من 1423-1442). في حين تشير الكتب الكنسية الرسمية عادة إلى هذا السر على أنه «تكفير» أو «مصالحة» أو «كفارة ومصالحة»، يستمر العديد من العلمانيين في استخدام مصطلح «اعتراف» في الإشارة إلى هذا السر.
إن الغرض من هذا السر -بالنسبة للكنيسة الكاثوليكية- هو شفاء النفس واستعادة نعمة الرب التي فُقِدت بسبب الخطيئة. فعل ندم كامل، يعرب فيه التائب عن حزنه لما تسبب به من إساءة إلى الله وليس خوفًا من العقاب الأبدي، يُمحى العقاب الأبدي الذي تتسبب به الخطيئة المميتة حتى دون الاعتراف بها، لكن الكاثوليكي ملزم بالاعتراف بخطاياه المميتة في أقرب فرصة. وبصيغة لاهوتية، يتصرف الكاهن بشخصية المسيح وينال من الكنيسة سلطان حل التائب. اقتبس مجمع تِرِنْت الآيات من إنجيل يوحنا الإصحاح العشرون الآيات من 22 إلى 23 في الفصل الأول من جلسته الرابعة عشرة كدليل كتابي أساسي للعقيدة المتعلقة بهذا السر، لكن الكاثوليك يعتبرون أيضًا الآيات الواردة في كل من: إنجيل متى الإصحاح التاسع الآيات من 2 إلى 8، والرسالة الأولى إلى أهل كورنثوس الإصحاح الحادي عشر الآية رقم 27، وإنجيل متى الإصحاح السادس عشر الآيات من 17 إلى 20 لتكون من بين الأسس الكتابية للسر.
تعلّم الكنيسة الكاثوليكية أن الاعتراف السرّي يتطلب ثلاثة «أفعال» من جانب التائب: الانسحاق (حزن النفس على الخطايا المرتكبة)، الإفصاح عن الخطايا («الاعتراف»)، والإرضاء («التكفير عن الذنب»، أي فعل شيء لتعويض الذنوب). لم يتغير الشكل الأساسي للاعتراف منذ قرون، لكن في وقت من الأوقات قديمًا، كان يُمارس الاعتراف علنًا.
عادة، يبدأ التائب الاعتراف السرّي بالقول: «باركني يا أبتاه، لأني أخطأت. لقد مرت [المدة الزمنية] منذ اعترافي الأخير».يجب على التائب بعد ذلك أن يعترف بما يُعتقد أنه خطايا جسيمة ومميتة -نوعها وعدد مرات اقترافها- لكي يتصالح مع الله والكنيسة. قد يعترف الخاطئ أيضًا بالخطايا الطفيفة، ويُنصح بهذا خاصة إذا لم يكن لدى التائب خطايا مميتة ليعترف بها. ينص الكاتشيزم «التعليم المسيحي للكنيسة الكاثوليكية» على الآتي: «توصي الكنيسة بشدة بالاعتراف بالأخطاء اليومية (الخطايا الخفية) دون أن يكون ذلك ضروريا إطلاقًا؛ فالاعتراف القانوني بخطايانا الطفيفة يساعدنا على تشكيل ضميرنا، ومحاربة الميول الشريرة، ويجعلنا مؤهلين لشفاء المسيح والتقدم في حياة الروح. ندفع لنكون رحماء مثلما هو رحيم؛ باستقبال رحمة الآب الموهوبة بشكل أكثر تكرارًا من خلال هذا السر». «عندما يجاهد المؤمنون بالمسيح للاعتراف بكل الخطايا التي يمكن أن يذكروها، يضعونها جميعًا دون شك أمام الرحمة الإلهية لتُغفَر». ونتيجة لذلك، إذا كان الاعتراف صحيحًا، كان «السر صحيحًا»، حتى لو نسي التائب دون قصد بعض الخطايا المميتة التي تُغفر أيضًا هي الأخرى. وضمانًا لكي لا يحدث شيءٌ مثل «سهوات عن غير معرفة» يجب الاعتراف بهذه الخطايا في الاعتراف التالي، إذا تذكرها التائب، أو بشكل عام في أول اعتراف يتذكرونها فيه.

### الكاثوليكية الشرقية والأرثوذكسية الشرقية
عموما، يختار معظم المسيحيون الكاثوليك الشرقيون والأرثوذكس شخصًا يثقون به ليكون مرشدًا روحيًا. في معظم الحالات يكون هذا الشخص هو كاهن الكنيسة، لكنه قد يكون مُختبرًا (أكبر سنًا، أو راهبًا معروفًا بتقدّمه في الحياة الروحية). غالبًا ما يُشار إلى هذا الشخص على أنه «الأب الروحي». بمجرد أن يختار المسيحي الأب الروحي يلجأ إليه طلبًا للإرشاد حول نموه الروحي، معترفًا بالخطايا، وطالبًا المشورة. يميل المسيحيون الأرثوذكس إلى الاعتراف فقط لهذا الشخص، والقرب الناشئ عن هذه الرابطة يجعل الأب الروحي هو أكثر الاشخاص المؤهلين للتعامل مع الشخص، لدرجة أنه لا يمكن لأحد أن يتجاهل ما يقوله الأب الروحي عن الشخص. ما يُعترف به إلى المرشد الروحي محمي بنفس الطريقة التي يحميها أي كاهن يسمع اعترافًا. يمكن للكاهن المرسوم فقط أن يمنح الحل من الخطية.
ولا يًمارس الاعتراف في منطقة المقصورة الخاصة بالاعتراف، بل عادة في الجزء الرئيسي من الكنيسة نفسها، وفي أغلب الأحيان أمام الحامل الذي يُقرأ من عليه الإنجيل أو يُلقى من عليه العظات، ويكون بالقرب من حامل الأيقونات. ويوضع على هذا الحامل الإنجيل وصليب البركة. غالبًا ما يُمارس الاعتراف أمام أيقونة يسوع المسيح. يرى الأرثوذكس أن الاعتراف لا يُقدَّم إلى الكاهن، بل إلى المسيح، ولا يقف الكاهن إلا مُشرفًا ومرشدًا. قبل الاعتراف، يكرّم التائب كتاب الإنجيل والصليب، ويضع الإبهام وأول إصبعين من يده اليمنى على قدمي المسيح كما هو مصوَّر على الصليب. غالبًا ما يقرأ المؤمن تنبيهًا يلفت انتباه التائب أن يعترف اعترافًا كاملًا دون أن يخفي شيئا.
وكما هو الحال بالنسبة لإشراف الكاهن على الأسرار المقدسة الأخرى، يمكن الاستماع إلى الاعتراف الطارئ في أي مكان. لهذا السبب -خاصةً في الكنيسة الأرثوذكسية الروسية- فإن الصليب الذي يتقلده الكاهن على صدره ويرتديه في جميع الأوقات، يوضع عليه أيقونة السيد المسيح «المصنوعة بدون أيدي بشر» حتى يُتاح للتائبين الذين من الممكن أن يكونوا على وشك الموت أو في خطر وشيك يهدد الحياة في وجود الكاهن ولكن بعيدًا عن الكنيسة.
بعد الاعتراف للمرشد الروحي في الممارسة العامة - الذي قد يسمع أو لا يسمع الاعتراف- يغطي الكاهن الكنسي رأس الشخص بالإيباطراشيليون (الوشاح)، و يقرأ صلاة التحليل؛ سائلًا الله أن يغفر للشخص خطاياه، وتختلف الصلاة المحددة بين استخدام اليونانية والسلافية. ليس غريبًا ألا يعترف المرء دائمًا بخطاياه لمرشده الروحي، بل يطلب فقط من الكاهن أن يقرأ الصلاة قبل أن ينال المناولة المقدسة.
في الكنائس الشرقية، غالبًا ما يتلو رجال الدين اعترافاتهم في الهيكل. يعترف الأسقف، أو القس، أو الشماس على الطاولة المقدسة (المذبح) حيث يُوضع عادة كتاب الإنجيل وصليب البركة. ويُعترف بنفس الطريقة التي يعترف بها الشخص العادي، باستثناء أنه عندما يسمع القس اعتراف الأسقف، يجثو القس.